# Michael Wilkinson
Michael Wilkinson (ur. 1 października 1970 w Sydney) – australijski kostiumograf filmowy. Nominowany do Oscara za najlepsze kostiumy do filmu American Hustle (2013) Davida O. Russella.

## Filmografia
seriale
- 2011: Luck

film
- 1997: True Love and Chaos
- 2000: Dziewczyna do wzięcia
- 2001: Gdy zjawią się obcy
- 2003: Amerykański splendor
- 2003: Life On the Line
- 2003: Milwaukee, Minnesota
- 2003: Just Another Story
- 2003: Party Monster
- 2004: Wymyśleni bohaterowie
- 2004: Powrót do Garden State
- 2005: Sky High
- 2005: Dark Water – Fatum
- 2006: Przyjaciele z kasą
- 2006: Babel
- 2006: 300
- 2007: Transfer
- 2007: Niania w Nowym Jorku
- 2009: Terminator: Ocalenie
- 2009: Watchmen: Strażnicy
- 2010: Jonah Hex
- 2010: Tron: Dziedzictwo
- 2011: Saga „Zmierzch”: Przed świtem – część 1
- 2011: Sucker Punch
- 2012: Loom
- 2012: Saga „Zmierzch”: Przed świtem – część 2
- 2013: American Hustle
- 2013: Człowiek ze stali
- 2014: Noe: Wybrany przez Boga
- 2016: Batman v Superman: Świt sprawiedliwości

## Nagrody i nominacje
Został uhonorowany nagrodą Saturna, a także otrzymał nominację do nagrody BAFTA, nagrody Critics’ Choice, Oscara, trzykrotnie nagrody CDG i dwukrotnie nagrody Saturna.